# Štvanice (ostrov)
Štvanice je pražský vltavský ostrov mezi Karlínem a Holešovicemi v katastru Holešovic, původně však náležel ke Karlínu. V těchto místech byla řeka mělká a vytvořila se zde řada říčních ostrovů, z nichž ostatní (Primátorský, Korunní, Jeruzalémský a Rohanský) postupně zanikly při regulacích říčního koryta. Ostrov Štvanice byl nazýván též například Velký ostrov či Velké Benátky. Má rozlohu 15,53 ha a délku pobřeží 2,6 km. Je 1,25 km dlouhý a 200 m široký.

## Historie

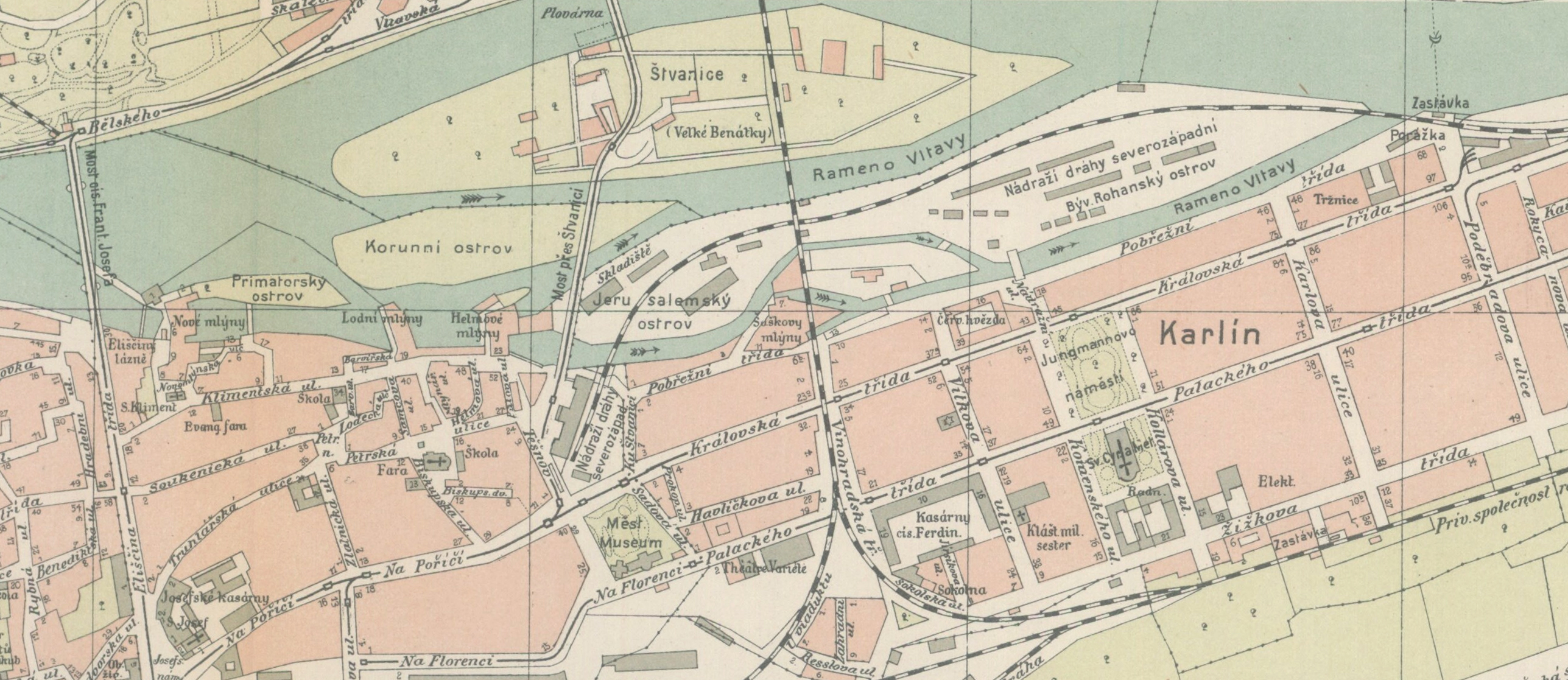
Štvanice a okolí kolem roku 1910

Koncem 17. století byla na ostrově zřízena dřevěná aréna, v níž byly až do roku 1816 pořádány (opakovaně zakazované) štvanice psů na zvěř (medvědy, býky, jeleny i krávy). Odtud pochází název ostrova (včetně variant Hetzinsel a Hec).
V roce 1877 zde postavil Eugenio Averino varieté. Chodívalo se sem i za dalšími různými atrakcemi. V roce 1883 byly postaveny dřevěné budovy ledáren. Na počátku 20. století přestávaly ledárny vyhovovat a proto pražští hospodští iniciovali stavbu ledáren nových – Branických. Koncem 19. století byly na ostrově tři restaurace. V roce 1901 sem přesídlil nedávno založený První český lawn-tennisový Club, u jehož zrodu stáli Karel Cífka, jeho bratr voják Josef Cífka a Josef Rössler-Ořovský.
Ve druhé polovině 19. století, na mapě 2. vojenského mapování je již ostrov protnut Negrelliho viaduktem, ale silniční mosty vedou na Štvanici pouze z karlínské strany, přes Jerusalemský a Korunní ostrov. Mezi Štvanicí a Bubny je zakreslen přívoz. 
Prvním silničním mostem spojujícím Štvanici s oběma hlavními vltavskými břehy byl Hlávkův most (1908 - 1911). Ten ve své dosti odlišné původní trati i odlišné celkové podobě vedl přes tehdejší ostrovy Korunní a Jeruzalémský (viz plánek vpravo). Most byl přestavěn do dnešní podoby v letech 1958 -1962.
V dalších letech následovala výstavba zdymadla s domem plavidelníka a výstavba vodní elektrárny (dokončeny v r. 1913) na západní špici ostrova. V té souvislosti došlo k prodloužení ostrova v západním směru a byl změněn průběh Helmovského jezu, resp. změněno jeho jižní ukotvení, ze svého původního místa na Korunním ostrově na uvedený štvanický ostroh s elektrárnou.
Již od 90. let 20. století je plánována rozsáhlá přeměna a revitalizace ostrova. Jako zhotovitel přeměny ostrova byla v roce 2000 vybrána německá společnost Club Meridian Company, která měla Štvanici přebudovat asi za miliardu Kč do 45 měsíců od podpisu smlouvy. Kvůli povodním v roce 2002 byla ale realizace odložena.

## Popis a využití

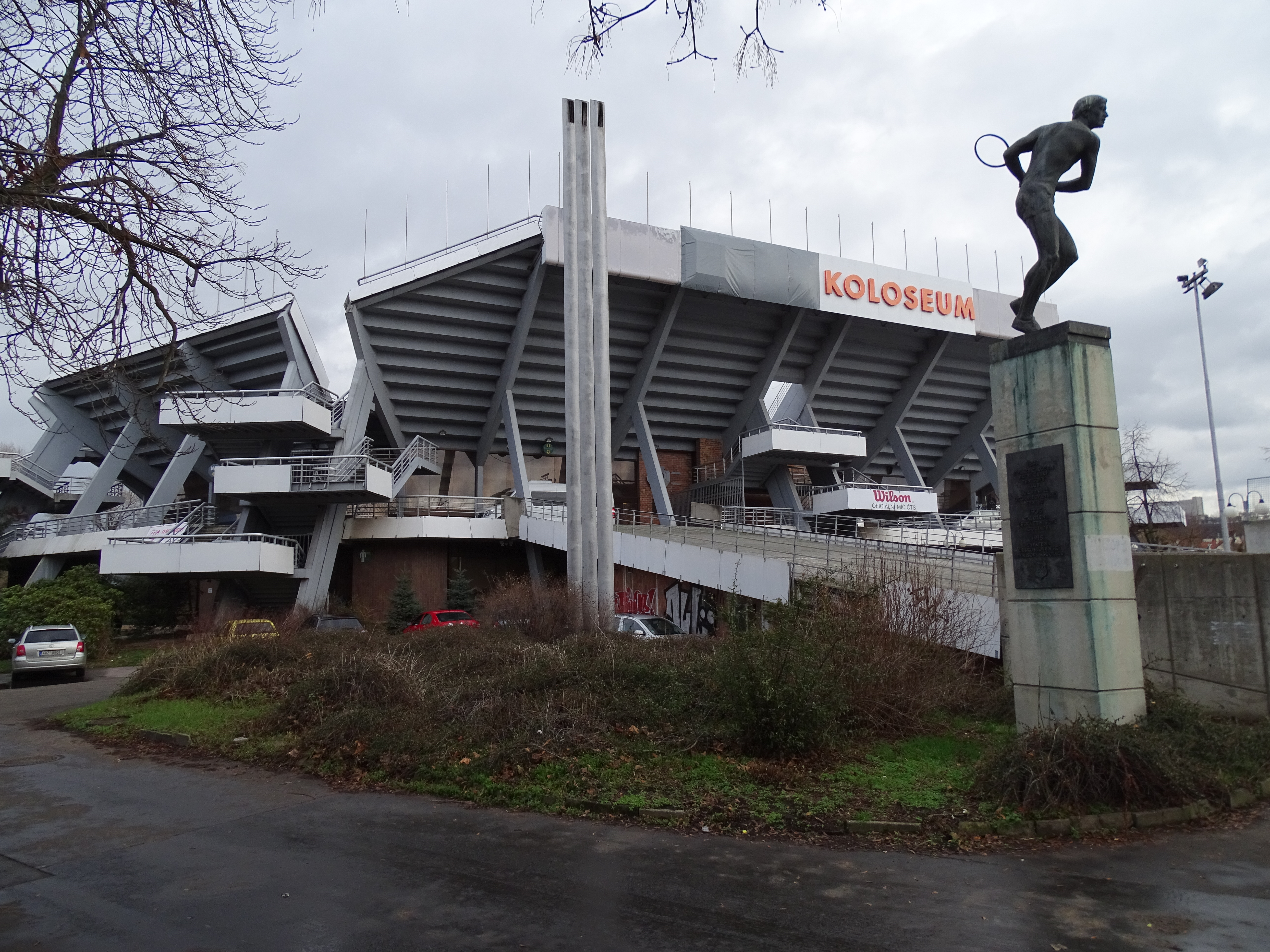
Tenisový areál Štvanice na ostrově

Ostrov je podélně přeťat dvěma mosty – Hlávkovým mostem pro silniční vozidla a tramvaje a železničním Negrelliho viaduktem – a Štvanickou lávkou, které jej dělí přibližně na čtvrtiny.
Na západní špici ostrova stojí malá vodní elektrárna, u které je z levého vltavského ramene zakončen Helmovský jez. Byla vybudována v letech 1913–1914 podle návrhu Ing. arch. Aloise Dlabače. V letech 1984–1987 byla celkově rekonstruována včetně jezu a plavebních komor. Přitom vznikl v pravém rameni Vltavy také areál pro vodní slalomáře.
Západně od Hlávkova mostu stojí klasicistní dům čp. 858 z roku 1824, který je chráněnou kulturní památkou. Na celém půdorysu přízemí budovy býval taneční sál. V budově od 90. let 20. století sídlily společností Bonton Music, Artona Home Video, Bonton a. s. Od roku 2014 se budova prezentuje pod názvem Vila (VILA Štvanice) jako „ostrovní scéna“ jejímž provozovatelem je spolek Tygr v tísni, působí zde soubory Tygr v tísni, Geisslers Hofcomoedianten a Divadlo Letí a konají se zde výtvarné a fotografické workshopy, ateliéry a doprovodné programy, scénické kurzy, literární akce a přednášky atd.
Ve 30. letech byl v západní čtvrtině ostrova při Hlávkově mostu postaven Zimní stadión Štvanice, který hostil čtyři mistrovství světa v ledním hokeji, definitivně byl zbourán v roce 2011. Stát zůstala pouze zchátralá vstupní budova čp. 1125 s restaurací, dosud je objekt chráněn jako kulturní památka. Na místě bývalé haly byl zřízen nekrytý bike park.
V druhé čtvrtině ostrova mezi Hlávkovým mostem a Negrelliho viaduktem je na pravém prameni Vltavy dvojice plavebních komor, u nichž na břehu stojí správní budova čp. 867, a blíže karlínskému břehu jsou ještě dva další kanály, z nichž levý slouží jako sportovní kanoistický kanál. Hranici mezi Holešovicemi a Karlínem tvoří zeď mezi těmito dvěma kanály, tj. plavební komory i kanoistický kanál jsou v Holešovicích a jen nevyužitý pravý kanál je v Karlíně.
V této čtvrtině ostrova v severozápadní části zaujímá park, v jihovýchodní části tenisový areál, kterému dominuje Centrální tenisový dvorec, doplněný asi devíti dalšími tenisovými hřišti a malým venkovním bazénem. Tenisový areál Štvanice byl otevřen v roce 1986 a pravidelně se zde konají turnaje ATP a WTA Tour. Na severozápadní straně Centrálního tenisového dvorce stojí bronzová socha Tenisty od Ladislava Janoucha z roku 1986. Na podstavci sochy je pamětní deska s letopočty založení tří tenisových organizací.
Zhruba v místech tenisových kurtů poblíž plavebních komor stávala od konce 19. století budova čp. 863, v níž byla porodnice a útulek Čsl. ochrany matek a dětí, svému účelu sloužila zhruba až do roku 1980, kdy byla zbourána.
V parku poblíž mostu a správní budovy zdymadel stojí na kónickém soklu socha z umělého bílého mramoru Sedící dívka (nebo též Odpočívající) od Jaroslava Horejce z roku 1965.
Ve třetí čtvrtině ostrova mezi Štvanickou lávkou a Negrelliho viaduktem se v jeho blízkosti na jižní straně nachází budova TJ Slavoj Praha čp. 944. K ní na východní straně přiléhá dalších 7 tenisových dvorců.

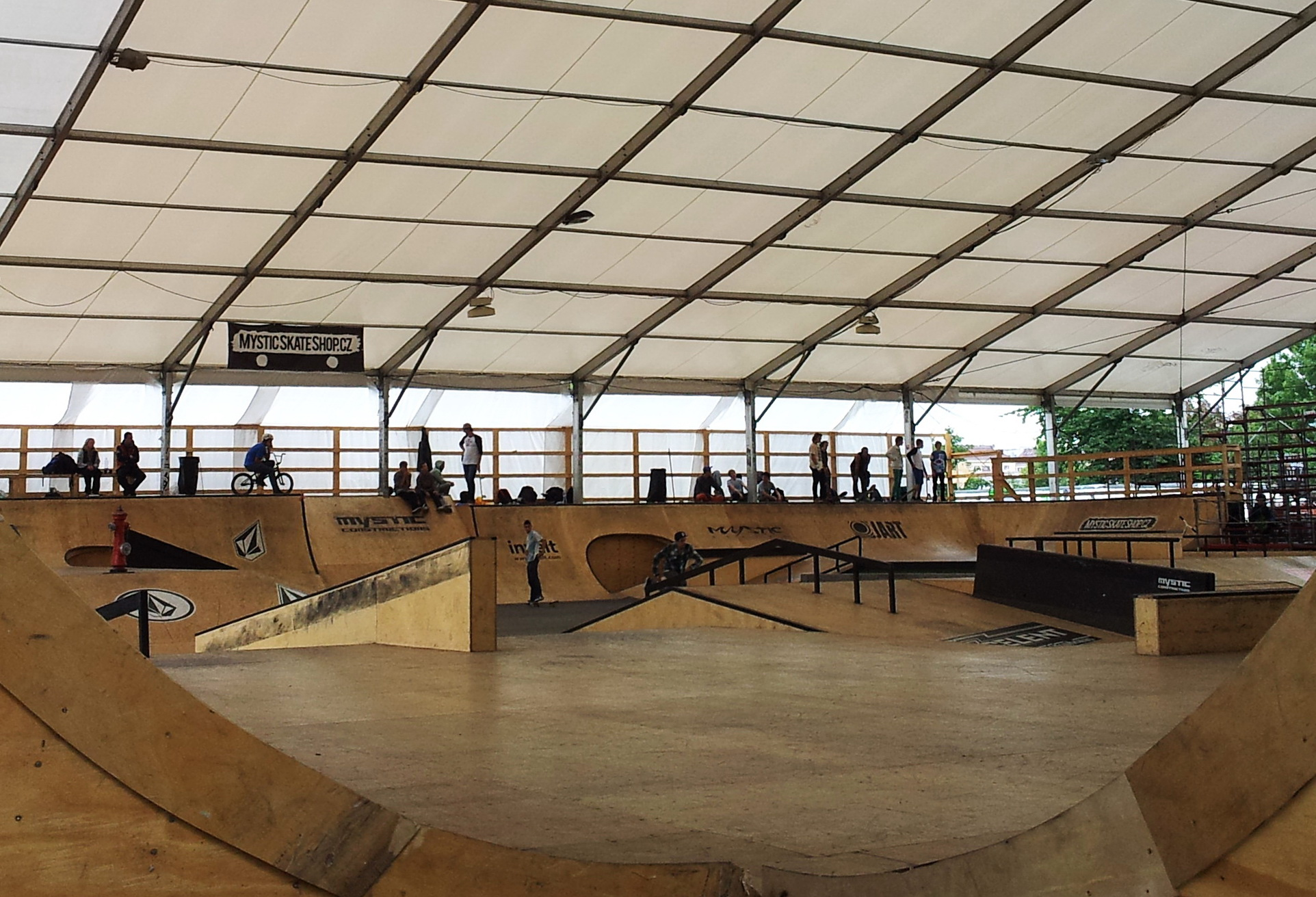
Skate park na Štvanici

Mezi budovou TJ Slavoj a Negrelliho viaduktem se nachází skatepark, který díky zastřešení umožňuje provozovat skateboarding po celý rok. Od roku 1996 ho provozuje firma Mystic Skates, v roce 2006 přibyl sousední krytý bowl (bazén). Server Skate4you.cz jej hodnotí jako jeden z nejlepších veřejnosti přístupných skateparků v Evropě. Každoročně se zde pořádá světový skateboardový pohár Mystic Sk8 cup, pro závod se vždy park upravuje podle nejnovějších trendů.
V této třetí čtvrtině ostrova hned za posledními tenisovými kurty se nacházel areál koupaliště s nekrytým plaveckým bazénem a kabinkami. V zadní části ostrova byl v 90. letech 20. století naturistický areál. Koupaliště smetla povodeň v roce 2002 a již nebylo obnoveno, bazén byl v následujících letech srovnán se zemí.
Severní část ostrova a čtvrtou čtvrtinu ostrova zaujímá park. Na severní straně východní špice ostrova bylo mezi lety 2015 a 2023 přístaviště přívozu P7, který v letní sezóně spojoval ostrov s oběma břehy.

## Doprava

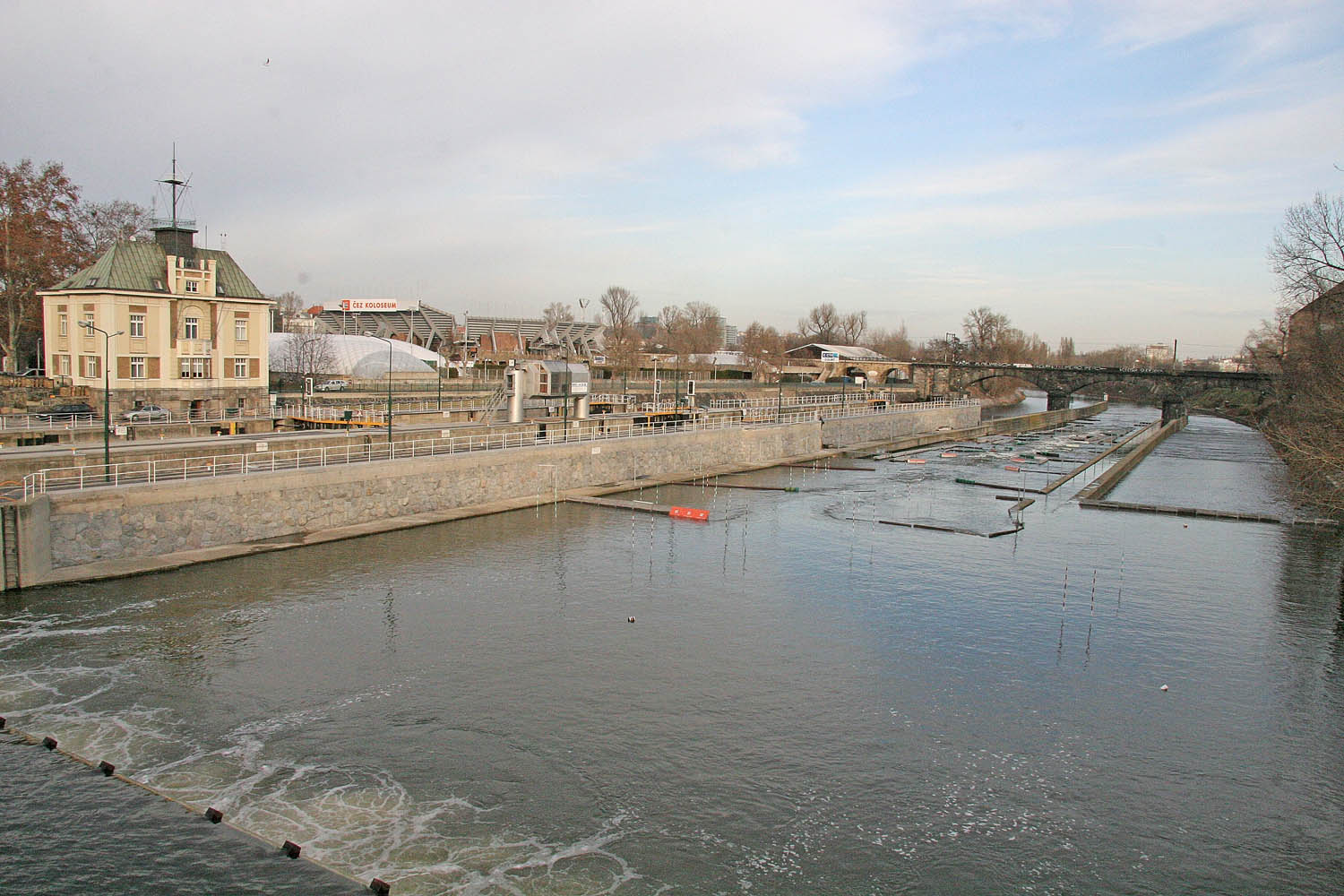
Ostrov Štvanice se slalomářským areálem v popředí, napravo Negrelliho viadukt

Železniční Negrelliho viadukt, který je součástí I. a IV. tranzitního železničního koridoru, vede přes ostrov přibližně v jeho prostředku. Je po celé šířce ostrova tvořen pravidelnými kamennými oblouky, které však nejsou zastavěné jako v některých částech Karlína, ale zůstaly volné. Jedním z oblouků prochází silnička k TJ Slavoj, další oblouky slouží jako parkoviště u tenisového areálu, jako sklad písku atd.
Silniční Hlávkův most, který je součástí Severojižní magistrály, protíná ostrov v západní části. U jižní strany ostrova jej tvoří prosté nezdobné železobetonové přemostění pravého ramene Vltavy, pod nímž při břehu nad plavebním kanálem vede úzký podchod pro pěší. V jižní a střední části ostrova most přechází v násep, z nějž na východní straně vede silniční sjezd i pozvolně klesající pěší cesty na ostrov. Na západní straně náspu k vozovce přiléhá areál bývalého zimního stadiónu, kolem nějž po obou stranách sestupují na ostrov schodiště. V severní části má Hlávkův most na ostrově čtyři velké oblouky, jejichž pilíře jsou zdobeny alegorickými betonovými reliéfy, autorem reliéfů na návodní straně je sochař Bohumil Kafka, na protilehlé straně Ladislav Kofránek. Po rozšíření mostu v roce 1960 zůstaly Kafkovy reliéfy skryty v mezeře mezi pásy mostu, později z nich byly odlity kopie a umístěny na novou část mostu.
Mezi oběma mosty ostrov ve stejném směru podchází linka C metra mezi stanicemi Florenc na pravém břehu v Karlíně a Vltavská v Holešovicích na břehu levém.
Před zprovozněním tohoto úseku metra, tj. až do roku 1984, projíždělo po Hlávkově mostě množství autobusových linek od stanice metra Sokolovská (dnes Florenc) směrem na Severní Město a na Štvanici měly zastávku, stejně jako tramvaje. V roce 1984 byly tramvajové i autobusové zastávky zrušeny a od té doby ostrov neměl žádnou obsluhu veřejnou hromadnou dopravou; tramvaje ani noční autobusové linky zde přestaly stavět.
Na východním konci byla v roce 2023 postavena Štvanická lávka (dříve zvaná též HolKa), která propojuje ostrov s oběma břehy.
Vedle toho se uvažuje o spojení západního konce ostrova s novoměstským břehem. Rada městské části Praha 1 se v březnu 2008 rozhodla navrhnout magistrátu do územního plánu postavení lávky z nábřeží Ludvíka Svobody na západní konec ostrova, do blízkosti vodní elektrárny Štvanice. Záměr podporovalo vedení městská části Praha 1 i v únoru 2016 za podmínky, že by výstavbu hradil magistrát, protože lávka propojuje městské části.
Dne 7. srpna 2015 byl přes východní konec ostrova zaveden sezónní přívoz P7, který byl prezentován jako dočasná náhrada za plánovanou lávku. Brzy se stal druhým nejvytíženějším pražským přívozem, primát držel v počtu přepravených psů. Provoz přívozu byl v roce 2023 ukončen.
V rámci havarijní opravy tramvajové tratě od 17. do 31. října 2015 byly na ostrově Štvanice provizorním způsobem (položením vyřazených BKV panelů) vybudovány tramvajové ostrůvky a umístěna provizorní světelná signalizace na přechodech. Od 25.3.2017 na zastávce zastavuje tramvajová linka 14.
Pěší mohou Hlávkův most podejít při obou vltavských ramenech, avšak ve střední části ostrova Hlávkův most přechází v násep, pod kterým zde podchod ani podjezd není. Podjet vozidlem lze Hlávkův most v severní části ostrova.